# Likuyuseka
Likuyuseka ist ein Verwaltungsbezirk (Ward) des Distrikts Namtumbo in der tansanischen Region Ruvuma.

## Geografie
Likuyuseka liegt im Südwesten von Tansania etwa 100 Kilometer Luftlinie nordöstlich der Regionshauptstadt Songea. Die Grenze im Nordwesten bildet der Fluss Luwegu, jene im Nordosten der Mabarangandu. Dieser mündet in den Luwegu, der ein Nebenfluss des Rufiji ist.
Der Bezirk grenzt im Norden an den Distrikt Ulanga der Region Morogoro, im Osten an den Distrikt Liwale der Region Lindi, im Südosten an den Bezirk Kalulu, im Süden an Mchomoro, im Südwesten an Rwinga und Namtumbo und im Westen an Mgombasi. Bei der Volkszählung 2022 lebten 13.005 Menschen in 2947 Haushalten auf einer Fläche von 5852 Quadratkilometern.

## Gliederung
Der Bezirk besteht aus drei Gemeinden (Mtaa) mit 25 Orten (Kitongoji):

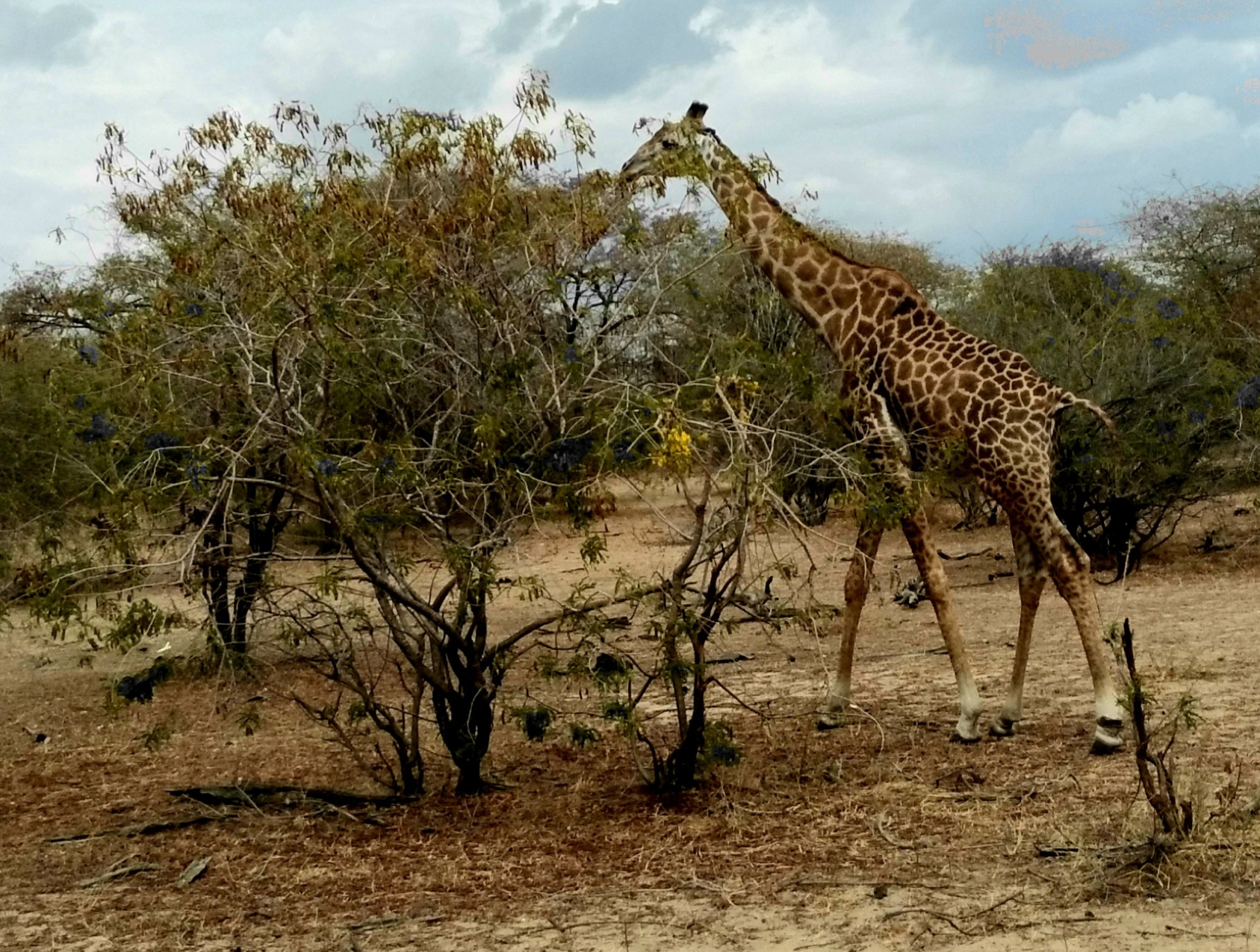
Giraffe im Nyerere-Nationalpark

| Likuyuseka - Misheni - Usalama - Temeke - Kiwanjani - Buguruni - Minazini - Muungano - Mfuate Juu - Mfuate Shuleni - Mchukuchuku - Namangungutu | Likuyu Mandela - Getni - Lusewa - Majengo A - Majengo B - Dodoma - Zanzibar - Miembeni | Mtonya - Muungano - Kisutu - Mabatini - Misufini - Temeke - Shuleni - Gulioni |

## Wirtschaft und Infrastruktur
- Bodenschätze: Im Bezirk gibt es Lagerstätten von Uran,[8][9] die noch nicht abgebaut werden (Stand 2023).[10]
- Sehenswürdigkeiten: Im Jahr 2024 wurde das Likuyu-Namtumbo-Tor eröffnet, ein Zugang zum im Norden liegenden Nyerere-Nationalpark.[11]
- Bildung: Im Bezirk gibt es zwei weiterführende Schulen.[12] Die Selous Secondary School ist eine staatliche Schule,[13] die Mary-Wilson-Girls Secondary School[14] eine private Mädchenschule. Beide bieten eine Ausbildung bis zur 4. Stufe an.
- Gesundheit: In jeder der drei Gemeinden gibt es eine staatliche Apotheke.[15][16][17]

## Sonstiges
Das Community Based Conservation Training Centre Likuyu Sekamaganga wurde 1995 von der Vereinigten Republik Tansania und der Bundesrepublik Deutschland gegründet und bietet Trainings zum Schutz und der nachhaltigen Nutzung der Wildtierressourcen an.